# Сміян Сусанна Костянтинівна
Сусанна Костянтинівна Сміян (нар. 12 вересня 1940, Новгород-Сіверський) — українська художниця декоративного скла; член Київської організації Спілки радянських художників України з 1983 року. Дружина художника Івана Зарицького.

## Життєпис
Народилася 12 вересня 1940 року у місті Новгороді-Сіверському (нині Чернігівська область, Україна). 1960 року закінчила відділ художньої кераміки Львівського училища прикладного мистецтва імені Івана Труша; у 1966 році — відділ художньої кераміки Львівського державного інституту прикладного та декоративного мистецтва, де навчалася зокрема у Андрія Соболєва. Дипломну роботу — керамічні вироби для кав'ярні на вулиці Комсомольській, № 32 у Львові, під керівництвом Івана Томчука, захистила на відмінно. У 1970 році закінчила аспірантуру на кафедрі художнього скла Ленінградського вищого художньо-промислового училища імені Віри Мухіної.
Працювала на Київському заводі художнього скла. Живе у Києві, будинку на вулиці Рональда Рейгана, № 26, квартира № 171.

## Творчість
Працювала у галузі художнього скла і кераміки. Серед робіт тематичні композиції цикл «Космос», «Мир планеті Земля», комплекти «Золота осінь», «Павичі», вази «Ніжність», «Троянди», композиції «Бузок», «Квіти», «Ранок».
З 1960 року брала участь у понад 150 республіканських, всесоюзних, всеукраїнських, міжнародних художніх та галузевих виставках.

## Відзнаки
- Грамота Президії Верховної Ради УРСР (1983)[2];
- Заслужений художник України з 1991 року[1].